# بليندا شرايبر
بليندا شرايبر هي متسابقة خماسي حديث سويسرية، ولدت في 22 مايو 1978.

## وصلات خارجية
- بليندا شرايبر على موقع الاتحاد الدولي للخماسي الحديث (الإنجليزية)
- بليندا شرايبر على موقع أوليمبيديا (الإنجليزية)